# Cratere Schubert (Luna)
Schubert è un cratere lunare di 51,94 km situato nella parte nord-orientale della faccia visibile della Luna.
Il cratere è dedicato al cartografo russo Theodor Friedrich von Schubert.